# Williams River (Gilliat River)
Der Williams River ist ein Fluss im Norden des australischen Bundesstaates Queensland, der nur zur Regenzeit Wasser führt.

## Geographie

### Flusslauf
Der Fluss entspringt nördlich der Selwyn Range und fließt nach Nordosten. Er unterquert den Landsborough Highway und rund 25 Kilometer weiter den Flinders Highway. Danach wendet er seinen Lauf nach Norden, unterquert die Wills Developmental Road und mündet bei Sedan Dip in den Gilliat River.
In seinem Mittel- und Unterlauf bildet der Williams River eine breite Flussaue aus, in der er in vielen Kanälen parallel läuft.

### Nebenflüsse mit Mündungshöhen
Nebenflüsse des Williams River sind:
- Sandy Creek – 204 m
- Roberts Creek – 180 m
- Elder Creek – 148 m
- Courtenay Creek – 118 m
- Eliza Creek – 103 m